# Ragazza mia/La solita Maria
Ragazza mia/La solita Maria è il primo singolo del gruppo Gli Scorpioni, pubblicato in Italia dalla Bentler nel 1967.

## Tracce
1. Ragazza mia (Antonio Marrapodi, Giuseppe Verdecchia, Luciano Beretta, Roberto Negri)
2. La solita Maria (Maria Luisa Nobile, Domenico Umberto Seren Gay)